# Округ Хукер (Небраска)
Хукер (енгл. Hooker County) је округ у америчкој савезној држави Небраска.

## Демографија
По попису из 2010. године број становника је 736, што је 47 (-6,0%) становника мање него 2000. године.
| Група             | 2000.       | 2010.       |
| Белци             | 766 (97,8%) | 721 (98,0%) |
| Афроамериканци    | 0 (0,0%)    | 0 (0,0%)    |
| Азијати           | 1 (0,1%)    | 0 (0,0%)    |
| Хиспаноамериканци | 8 (1,0%)    | 8 (1,1%)    |
| Укупно            | 783         | 736         |